# Dijkrecht van Visvliet
Het Dijkrecht van Visvliet is een voormalig waterschap in de provincie Groningen.
Geertsema besteedde in zijn boek over de waterschappen in Groningen (1910) bijna 2 bladzijden aan dit waterschap, maar kwam tot de conclusie dat het niet meer taken had, dan de betaling van het traktement aan de predikant en de koster van Pieterzijl en het onderhoud van de brug in dat dorp.

## Dijkrecht
Volgens het reglement van prinses Anna van 18 augustus 1755 moest het dijkrecht enkele dijken langs de Lauwers onderhouden. De meeste hiervan lagen echter in de provincie Friesland, zodat er veelvuldig onenigheid was over het innen van de omslagen. Dit was vooral omdat het Groningse deel 73% en het Friese deel 27% moest bijdragen. Uiteindelijk werd er op 10 en 11 november 1885 in de Friese Staten besloten, dat de waterstaatswerken overgingen naar Gerkesklooster. Omdat er aan de Groningse kant nooit een vergelijkbaar besluit kwam, bleef daar het dijkrecht bestaan, met een zeer beperkte taak, maar met een bestuur, bestaande uit een dijkgraaf en twee gecommitteerden.